# Luiz Gervazoni
Italia, właśc. Luiz Gervazoni (ur. 22 maja 1907 w Rio de Janeiro  – zm. 1963 w Rio de Janeiro) były brazylijski piłkarz grający na pozycji środkowego obrońcy.

## Kariera klubowa
Karierę zaczął w Rio de Janeiro w klubie Bangu AC w 1924 roku. W roku 1926 przeszedł do innego klubu z Rio de Janeiro - CR Vasco da Gama, w którym grał do końca swojej kariery, którą zakończył w 1938 roku. Największymi osiągnięciami Italii w karierze klubowej było 3-krotne wywalczenie z Vasco da Gama mistrzostwa stanu Rio de Janeiro – Campeonato Carioca w 1929, 1934, 1936.

## Kariera reprezentacyjna
Na początku lat 30. występował w reprezentacji Brazylii, z którą pojechał na mistrzostwa świata w 1930 w Urugwaju, w których wystąpił w obu meczach grupowych. (mecz z reprezentacji Jugosławii był jego debiutem w barwach canarinhos). Ogółem w latach 1930–1932 w reprezentacji wystąpił w 5 meczach (8 jeśli zaliczymy mecze z drużynami klubowymi). Największym sukcesem z reprezentacją było zdobycie Pucharu Rio Branco 4 grudnia 1932 po wygranym w 2-1 meczu przeciwko reprezentacji Urugwaju rozegranym w Montevideo.